# Manabu Saitō
Manabu Saitō (齋藤 学?, Saitō Manabu; Kanagawa, 4 aprile 1990) è un calciatore giapponese, attaccante dell'Azul Claro Numazu.

## Caratteristiche tecniche
Gioca come ala sinistra, ma anche come centrocampista, di piede destro. È reattivo e possiede un buon controllo di palla, riesce a rendersi pericoloso nelle azioni offensive, con il suo buon dribbling combinato ai suoi passaggi precisi, inoltre ha discrete capacità come marcatore riuscendo a trovare la rete calciando dalla media-lunga distanza.

## Carriera

### Club

#### Yokohama F Marinos e Ehime FC
Ha fatto il suo debutto nel professionismo giocando per lo Yokohama F·Marinos ha disputato la sua prima partita ne 2008 in J1 League nella vittoria per 1-0 contro il Consadole Sapporo. È nel 2010, nella Coppa del Giappone, che segna la sua prima rete, nel pareggio per 1-1 contro il Vissel Kobe. Nel 2011 viene ceduto in prestito al Ehime FC dove, nella seconda divisione segnerà quattordici reti, la prima nella vittoria per 2-1 ai danni del Tokyo Verdy, e sarà autore di ben tre doppiettam una sempre contro il Tokyo Verdy vincendo sempre per 2-1, un'altra nella vittoria per 4-2 contro il Gainare Tottori e un'altra nel pareggio per 2-2 con il Giravanz Kitakyushu. Tornerà a giocare per lo Yokohama F Marinos segnando nell'edizione 2012 della J1 League a sua prima rete nel campionato nel pareggio per 3-3 contro il Kashiwa Reysol. Nel 2016 stabilirà un record personale con dieci reti in J1 League, segnando il gol del 2-1 vincendo contro l'Albirex Niigata, sarà autore di una rete anche nella vittoria per 5-1 contro il Júbilo Iwata, un'altra vincendo contro il Kashiwa Reysol per 3-0, inoltre segnerà una doppietta nella vittoria per 4-2 prevalendo contro il Ventforet Kofu. Sempre nel 2016 segnerà per la prima volta nella Coppa dell'Imperatore, con un rigore trasformato vincendo per 2-1 contro il Gamba Osaka.

#### Kawasaki Frontale e Nagoya Grampus
A partire dal 2018 giocherà nel Kawasaki Frontale, dove vincerà l'edizione 2018 della J1 League, segnando una sola rete nella vittoria contro il Vissel Kobe per 5-3. Nella AFC Champions League segnerà la rete con cui la squadra vincerà di misura per 1-0 contro il Sydney FC. Vincerà pure l'edizione 2020 del campionato giapponese, segnando un solo, sarà infatti autore della rete del 5-0 contro il Gamba Osaka con la quale la squadra vincerà la J1 League con quattro giornate di anticipo.
Nel 2021 giocherà per il Nagoya Grampus.

### Nazionale
Viene convocato per giocare nella Nazionale Under-17 ottenendo a vittoria dell'edizione 2006 del campionato giovanile asiatico segnando una rete nella vittoria per 2-0 in semifinale contro la Siria. Con la Nazionale Under-22 gioca nell'edizione 2012 del Torneo di Tolone segnando un gol battendo per 3-2 i Paesi Bassi.
Con la nazionale maggiore vincerà la Coppa d'Asia orientale nel 2013, aprendo le marcature nella vittoria per 3-2 contro l'Australia, questa è stata la sua unica rete in nazionale.

## Statistiche

### Cronologia presenze in nazionale
| Cronologia completa delle presenze e delle reti in nazionale ― Giappone | Cronologia completa delle presenze e delle reti in nazionale ― Giappone | Cronologia completa delle presenze e delle reti in nazionale ― Giappone | Cronologia completa delle presenze e delle reti in nazionale ― Giappone | Cronologia completa delle presenze e delle reti in nazionale ― Giappone | Cronologia completa delle presenze e delle reti in nazionale ― Giappone | Cronologia completa delle presenze e delle reti in nazionale ― Giappone | Cronologia completa delle presenze e delle reti in nazionale ― Giappone |
| Data                                                                    | Città                                                                   | In casa                                                                 | Risultato                                                               | Ospiti                                                                  | Competizione                                                            | Reti                                                                    | Note                                                                    |
| ----------------------------------------------------------------------- | ----------------------------------------------------------------------- | ----------------------------------------------------------------------- | ----------------------------------------------------------------------- | ----------------------------------------------------------------------- | ----------------------------------------------------------------------- | ----------------------------------------------------------------------- | ----------------------------------------------------------------------- |
| 21-7-2013                                                               | Seul                                                                    | Giappone                                                                | 3 – 3                                                                   | Cina                                                                    | Coppa dell'Asia orientale 2013                                          | -                                                                       | 71’                                                                     |
| 25-7-2013                                                               | Hwaseong                                                                | Giappone                                                                | 3 – 2                                                                   | Australia                                                               | Coppa dell'Asia orientale 2013                                          | 1                                                                       | 73’                                                                     |
| 10-9-2013                                                               | Yokohama                                                                | Giappone                                                                | 3 – 1                                                                   | Ghana                                                                   | Amichevole                                                              | -                                                                       | 85’                                                                     |
| 25-3-2014                                                               | Tokyo                                                                   | Giappone                                                                | 4 – 2                                                                   | Nuova Zelanda                                                           | Amichevole                                                              | -                                                                       | 79’                                                                     |
| 7-6-2014                                                                | Tampa                                                                   | Giappone                                                                | 4 – 3                                                                   | Zambia                                                                  | Amichevole                                                              | -                                                                       | 77’                                                                     |
| 11-11-2016                                                              | Kashima                                                                 | Giappone                                                                | 4 – 0                                                                   | Oman                                                                    | Amichevole                                                              | -                                                                       | 74’                                                                     |
| Totale                                                                  |                                                                         | Presenze                                                                | 6                                                                       |                                                                         | Reti                                                                    | 1                                                                       |                                                                         |

| Cronologia completa delle presenze e delle reti in nazionale ― Giappone olimpica | Cronologia completa delle presenze e delle reti in nazionale ― Giappone olimpica | Cronologia completa delle presenze e delle reti in nazionale ― Giappone olimpica | Cronologia completa delle presenze e delle reti in nazionale ― Giappone olimpica | Cronologia completa delle presenze e delle reti in nazionale ― Giappone olimpica | Cronologia completa delle presenze e delle reti in nazionale ― Giappone olimpica | Cronologia completa delle presenze e delle reti in nazionale ― Giappone olimpica | Cronologia completa delle presenze e delle reti in nazionale ― Giappone olimpica |
| Data                                                                             | Città                                                                            | In casa                                                                          | Risultato                                                                        | Ospiti                                                                           | Competizione                                                                     | Reti                                                                             | Note                                                                             |
| -------------------------------------------------------------------------------- | -------------------------------------------------------------------------------- | -------------------------------------------------------------------------------- | -------------------------------------------------------------------------------- | -------------------------------------------------------------------------------- | -------------------------------------------------------------------------------- | -------------------------------------------------------------------------------- | -------------------------------------------------------------------------------- |
| 26-7-2012                                                                        | Glasgow                                                                          | Spagna olimpica                                                                  | 0 – 1                                                                            | Giappone olimpica                                                                | Olimpiadi 2012 - 1º turno                                                        | -                                                                                | 46’ 61’                                                                          |
| 29-7-2012                                                                        | Newcastle                                                                        | Giappone olimpica                                                                | 1 – 0                                                                            | Marocco olimpica                                                                 | Olimpiadi 2012 - 1º turno                                                        | -                                                                                | 78’                                                                              |
| 1-8-2012                                                                         | Coventry                                                                         | Giappone olimpica                                                                | 0 – 0                                                                            | Honduras olimpica                                                                | Olimpiadi 2012 - 1º turno                                                        | -                                                                                | 81’                                                                              |
| 4-8-2012                                                                         | Manchester                                                                       | Giappone olimpica                                                                | 3 – 0                                                                            | Egitto olimpica                                                                  | Olimpiadi 2012 - Quarti di finale                                                | -                                                                                | 19’                                                                              |
| 7-8-2012                                                                         | Londra                                                                           | Messico olimpica                                                                 | 3 – 1                                                                            | Giappone olimpica                                                                | Olimpiadi 2012 - Semifinale                                                      | -                                                                                | 83’                                                                              |
| Totale                                                                           |                                                                                  | Presenze                                                                         | 5                                                                                |                                                                                  | Reti                                                                             | 0                                                                                |                                                                                  |

## Palmarès

### Club
- Coppa dell'Imperatore: 1

Yokohama F·Marinos: 2013
- Campionato giapponese: 2

Kawasaki Frontale: 2018, 2020
- Supercoppa del Giappone: 1

Kawasaki Frontale: 2019
- Coppa J. League: 2

Kawasaki Frontale: 2019
Nagoya Grampus: 2021

### Nazionale
- Campionato asiatico di calcio Under-16: 1

2006
- Coppa dell'Asia orientale: 1

2013

### Individuale
- J. League Cup Premio Nuovo Eroe: 1

2013